# Hydroptila vichtaspa
Hydroptila vichtaspa är en nattsländeart som beskrevs av Schmid 1959. Hydroptila vichtaspa ingår i släktet Hydroptila och familjen smånattsländor. Inga underarter finns listade i Catalogue of Life.